# Medana
Medana – wieś w Słowenii, w gminie Brda. W 2018 roku liczyła 224 mieszkańców.